# Helena Anna Jędrzejczak
Helena Anna Jędrzejczak (ur. 13 września 1985 w Warszawie) – polska socjolożka, historyczka idei, publicystka, redaktorka i instruktorka harcerska. Doktorka nauk społecznych w zakresie socjologii (2018), pracowniczka naukowa Instytucie Badań Edukacyjnych. Członkini redakcji tygodnika „Kultura Liberalna”.

## Życiorys
Ukończyła studia magisterskie z socjologii w Instytucie Stosowanych Nauk Społecznych Uniwersytetu Warszawskiego (2009) oraz studia doktoranckie w tym samym instytucie. Doktorat w zakresie nauk społecznych uzyskała w 2018 na podstawie pracy „Teologia polityczna Dietricha Bonhoeffera”. Promotorem rozprawy był Marcin Król, a recenzentami Marek A. Cichocki i Andrzej Gniazdowski.
Jej zainteresowania naukowe obejmują historię idei, teologię i etykę polityczną, socjologię życia publicznego i socjologię edukacji. Publikuje teksty naukowe dotyczące niemieckiej ewangelickiej teologii politycznej, etyki i myśli Dietricha Bonhoeffera, niemieckiej koncepcji państwa, idei i teorii politycznych oraz uczenia się przez całe życie.
Jest laureatką Stypendium im. ks. Józefa Tischnera w Instytucie Nauk o Człowieku w Wiedniu (2012).
Występuje na konferencjach krajowych i zagranicznych, w tym dwukrotnie na Międzynarodowym Kongresie Bonhoefferowskim w Bazylei i Stellenbosch, konferencjach ESA, ISA i Ecsite.

## Wybrane publikacje
Małe miasta wobec wyzwań idei uczenia się przez całe życie (wspólnie z Małgorzatą Osowską), Instytut Badań Edukacyjnych, Warszawa 2022. (wersja online)
Uczenie się przez całe życie w szkołach wyższych (wspólnie z Wojciechem Golą i Sebastianem Michalikiem), Instytut Badań Edukacyjnych, Warszawa 2020. (wersja online) 
Rekomendacje w zakresie funkcjonowania instytucji certyfikujących w Zintegrowanym Systemie Kwalifikacji (wspólnie z A. Brzozowską, M. Drzymulską-Derdą, M. Dybaś-Stronkowską, D. Dymkowskim, K. Hernik, S. Krzemińską, L. Rycielską), Instytut Badań Edukacyjnych, Warszawa 2020. (wersja online)

## Działalność publiczna i społeczna

### Publicystyka
Od 2009 jest członkinią zespołu redakcyjnego tygodnika internetowego Kultura Liberalna. Publikuje m.in. w Kulturze Liberalnej, Teologii Politycznej, ResPublice Novej, Newsweeku. Jest komentatorką w programach publicystycznych (TVP Kultura, TOK fm, Radio Nowy Świat), panelistką w debatach (m.in. Kultura Liberalna, Muzeum Powstania Warszawskiego, Centrum Myśli Jana Pawła II, Więź).

### Związek Harcerstwa Polskiego
W latach 2004–2010 i ponownie od 2018 jest instruktorką harcerską ZHP. Od maja 2022 jest członkinią Rady Naczelnej tej organizacji oraz instruktorką Wydziału Wychowania Duchowego i Religijnego GK ZHP (od 2018) i Wydziału Wychowania Wodnego GK ZHP. Wcześniej pełniła funkcję Komendantki Szczepu 23 Warszawskich Drużyn Harcerskich i Zuchowych „Pomarańczarnia” (2007-2009), kierowniczki Wydziału Badań i Analiz GK ZHP i Marszałkini Unii Najstarszych Drużyn Harcerskich Rzeczypospolitej (2007-2008). Publikuje w czasopismach i mediach harcerskich, m.in. Czuwaj, Na tropie, Harcerz Rzeczypospolitej.

### Społeczna działalność naukowa
W latach 2010–2012 była członkinią rady naukowej Instytutu Stosowanych Nauk Społecznych UW (jako przedstawicielka doktorantów), członkinią i przewodniczącą Wydziałowej Rady Doktorantów w ISNS UW (2012-2015) i sekretarzynią Katedry Historii Idei i Antropologii Kulturowej w ISNS UW (2010-2015).
Od 2021 jest członkinią rady naukowej Instytutu Badań Edukacyjnych, od kwietnia 2024 jej wiceprzewodniczącą.

### Inne obszary działalności społecznej
Jest zaangażowana w życie Kościoła Ewangelicko-Augsburskiego w Rzeczypospolitej Polskiej; w tym w jego współpracę z ZHP.
Była także członkinią zarządu Stowarzyszenia Jeździeckiego „Szarża” (2008-2010) i członkinią rady Harcerskiej Fundacji „Pomarańczarni” (2010-2015).